# 铁幕

冷战时期的欧洲。黑色粗線為鐵幕，淺紅色为華約及东方集团，淺綠色为南斯拉夫（实行不结盟政策），蓝色为以北约为框架的西方集團，灰色為保持中立的国家。

铁幕（英语：Iron Curtain）特指冷战时期将欧洲分为两个受不同政治影响区域的界线。第二次世界大战以后，东欧地区成為苏联的勢力範圍，1950年代逐渐形成以苏联及其卫星国所组成的东方集团（后以华沙条约组织的形式存在），铁幕以东的国家主要包括蘇聯、捷克斯洛伐克、波蘭、東德、匈牙利、羅馬尼亞、保加利亞、阿爾巴尼亞（苏阿决裂后退出东方集团）及南斯拉夫（实行不结盟政策，未与苏联结盟）和部份奧地利領土，该区域的国家普遍为社会主义共和国并以共产主义为主要意识形态。铁幕以西的西欧及南欧则是以资本主义为意识形态的西方集团（西方世界）国家，该区域内的国家主要包括英國、法國、西德、義大利、冰島、挪威、西班牙、葡萄牙、丹麥、比利時、荷蘭、愛爾蘭（中立國）、瑞典（中立國）、芬蘭（中立国）、瑞士（中立國）、奧地利（中立國）、希臘（南歐）和土耳其（南歐及小亞細亞）及其他位於西歐的微型國家（梵蒂冈）等國，其中部分國家在美国的领导下为对抗苏联而組成北大西洋公約組織。
铁幕一词最早出自英国首相温斯顿·丘吉尔在美国富尔顿威斯敏斯特学院发表的演讲中，首次用铁幕形容欧洲东西方两个阵营的分裂。

## 由來
所有德國劇院都必須安裝鐵幕（eiserner Vorhang），作為強制性的預防措施，以防止火災從舞台蔓延到劇院的其餘部分。
铁幕一词出自英国首相温斯顿·丘吉尔1946年3月5日在美国密苏里州富尔顿市的威斯敏斯特学院所发表的题为《和平砥柱》的演讲中：
|  | 从波罗的海边的斯德丁到亚得里亚海边的的里雅斯特，一幅横贯欧洲大陆的铁幕已经拉下。这张铁幕后面坐落着所有中欧、东欧古老国家的首都──华沙、柏林、布拉格、维也纳、布达佩斯、贝尔格莱德、布加勒斯特和索菲亚。这些著名的都市和周围的人口全都位于苏联势力范围之内，全都以这种或那种方式，不仅落入苏联影响之下，而且已受到莫斯科日益加強的控制。 |

而纳粹德国的国民教育与宣传部部长戈培尔在一年之前在《帝国》杂志上一篇评论的文章中已经用过这个词了：
|  | 如果德国人民放下他们的武器，根据罗斯福、丘吉尔和斯大林的协议，苏联人就将控制欧洲东部和南部，包括帝国的大部分地区。在苏联控制的大片领土上，一副铁幕即将降下，铁幕后面所有的国家都会被屠杀。 |

丘吉爾第一次記錄使用“鐵幕”一詞是在1945年5月12日給他致美國總統杜魯門的電報中，他對蘇聯的行動表示擔憂。
美国中央情报局前局长艾伦·杜勒斯在1945年12月3日的演说中也用过这个词，但是仅指德国：
|  | 我们很难说清楚现在发生了什么，但是总体而言，俄国人的行径只比暴徒好一些。他们洗劫了所有的流动资产。那些被迫用双脚走入苏联控制区的德国人拿不到粮票，只剩一口气。在这些人的命运中，铁幕已经降下，情况很可能非常糟糕。与雅尔塔的承诺相反，大约800到1000万人被奴役。 |

## 使用
铁幕一词在当时并不十分流行，但随着冷战中情势的升级，这个词开始被广泛采用来形容欧洲的分裂。铁幕限制了人员与信息的流通，这个比喻最终在西方世界获得广泛接受。另一个与铁幕相似的词是“竹幕”，是鐵幕在東亞、南亞等東方世界區域的延伸，但在两岸較常將「鐵幕」一詞擴展使用、而不使用「竹幕」的稱呼。
随着共产主义国家的陆续转变及开放和冷战的结束，自由主义国家与铁幕或竹幕背后国家的差異逐渐消失，这个词也成为了历史名词，逐渐很少使用。
2020年7月23日，美國國務卿邁克·蓬佩奧在前總統尼克松的紀念圖書館發表《共产中国与自由世界的未来》演說，指責中國造成2019冠狀病毒病疫情擴散並實施暴政威脅美國和世界各國的經濟、自由、國家安全和民主，呼籲改變中共威脅自由世界的行為。蓬佩奥亦批评“习近平总书记是一个破产的极权主义意识形态的真正信仰者”（英語：General Secretary Xi Jinping is a true believer in a bankrupt totalitarian ideology），呼籲中國人民改變中共。此次蓬佩奧的演講被BBC視為開啟第二次冷戰的新鐵幕演講。

## 划分
| 西方集团 （北大西洋公约组织） | 西方集团 （北大西洋公约组织）                                                                                          | 中立国                                                             | 中立国                                     | 中立国                  | 东方集团 （华沙条约组织）                                            | 东方集团 （华沙条约组织） |
| 主导国家                      | 组成国 | 偏向西方集团的中立国                                               | 无特殊立场的中立国                         | 偏向东方集团的中立国    | 组成国                                                               | 主导国家                  |
| ----------------------------- | --- | ------------------------------------------------------------------ | ------------------------------------------ | ----------------------- | -------------------------------------------------------------------- | ------------------------- |
| 美国                          | - 英国 - 法國 - 西德 - 西柏林 - 義大利 - 冰島 - 盧森堡 - 挪威 - 西班牙 - 葡萄牙 - 丹麦 - 比利时 - 荷蘭 - 土耳其 - 希腊 | - 爱尔兰 - 梵蒂冈 - 摩納哥 - 安道尔 - 馬爾他 - 賽普勒斯 - 圣马力诺 | - 瑞典 - 芬兰 - 瑞士 - 奥地利 - 列支敦斯登 | - 南斯拉夫 - 阿尔巴尼亚 | - 东德 - 东柏林 - 波兰 - 捷克斯洛伐克 - 匈牙利 - 保加利亚 - 罗马尼亚 | 苏联                      |

## 圖集

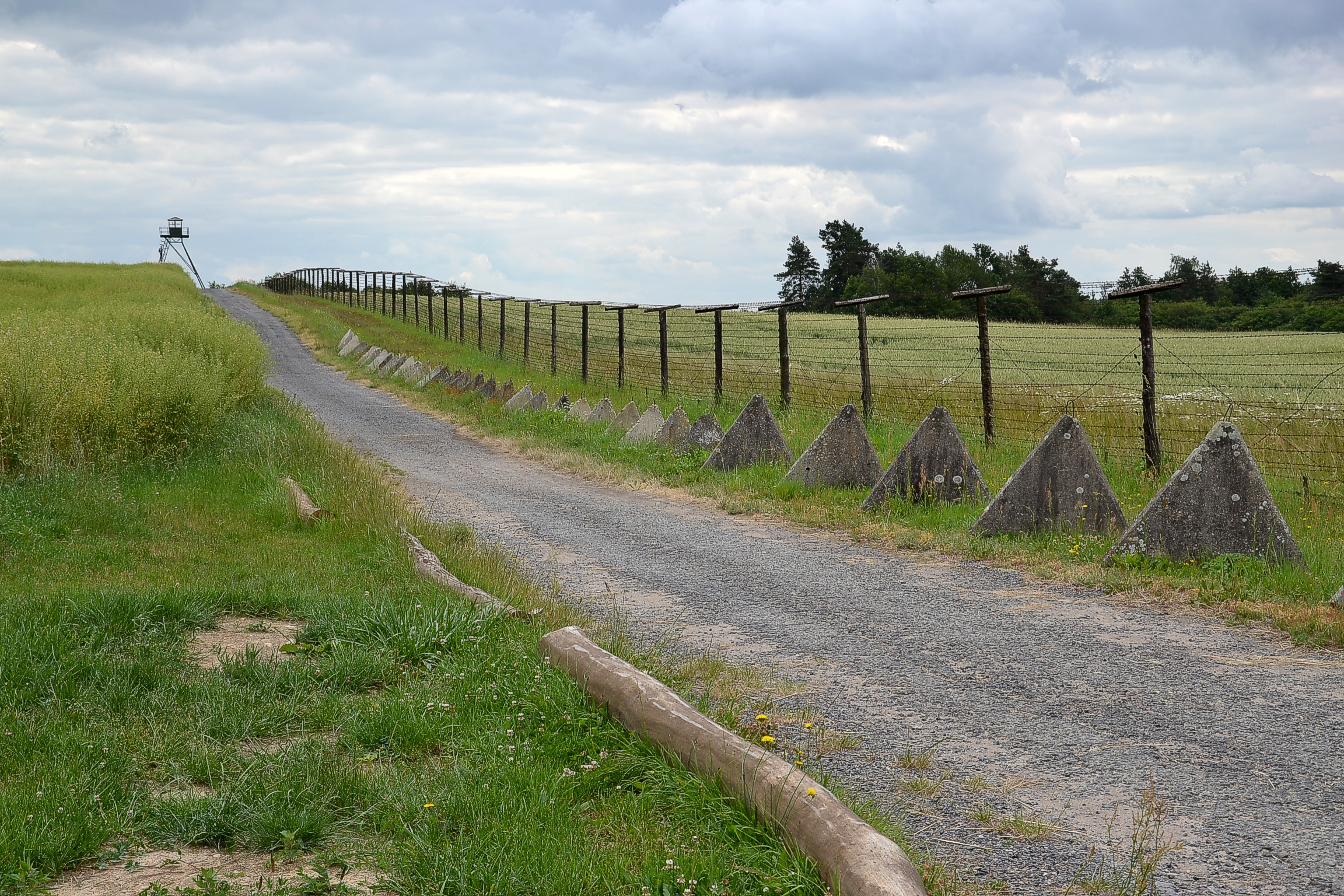
位於捷克境內、現今獲得保護的「鐵幕」遺跡
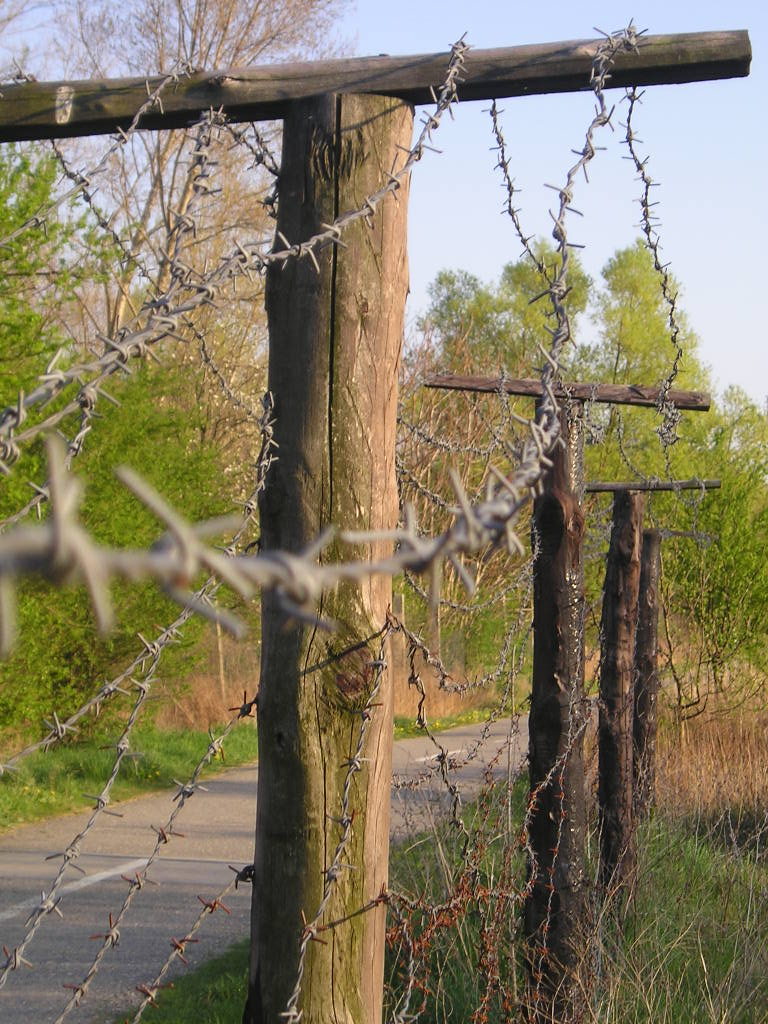
斯洛伐克布拉迪斯拉发市郊德温新村的「铁幕」遺跡
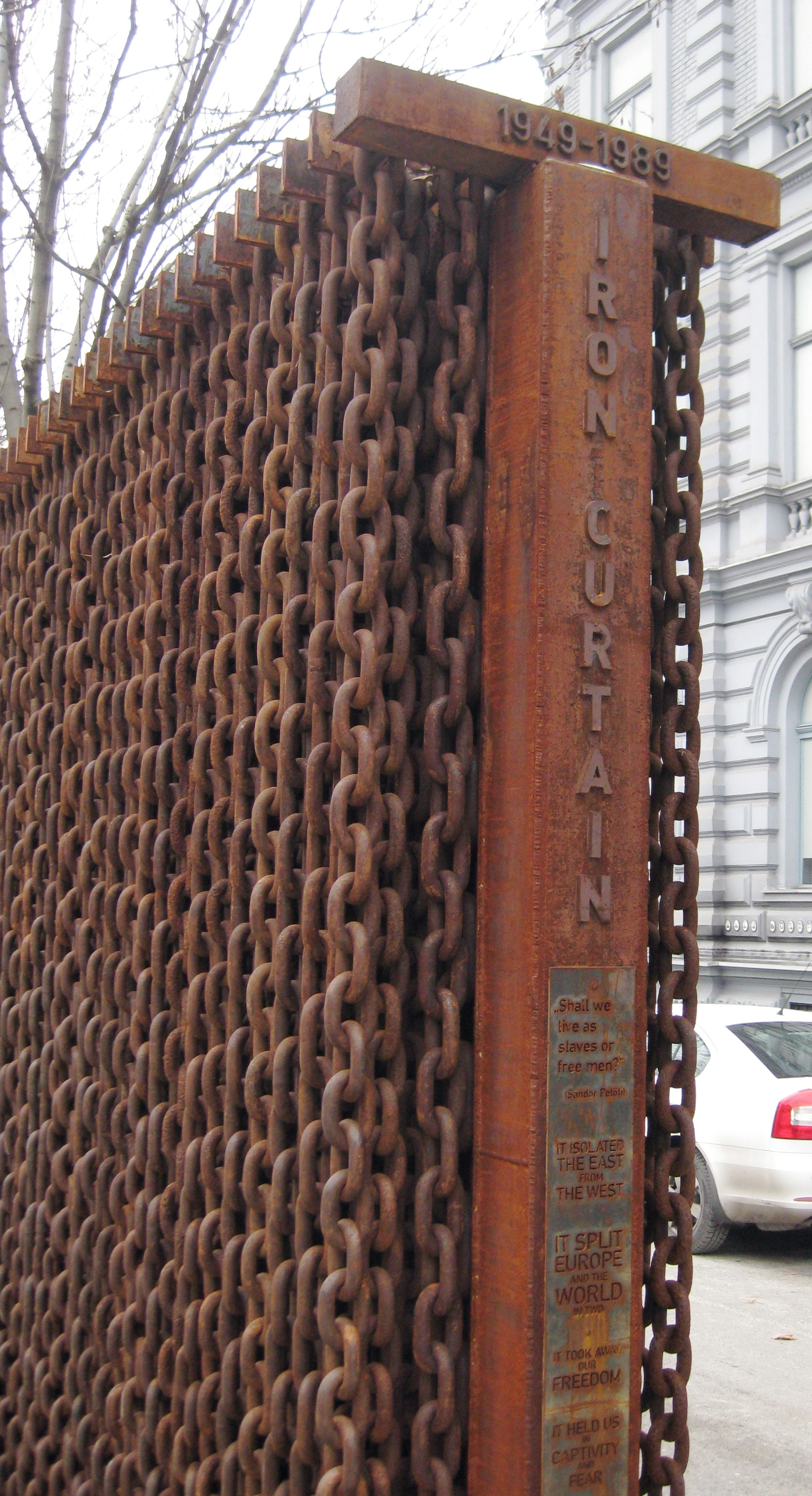
匈牙利布达佩斯的铁幕纪念碑
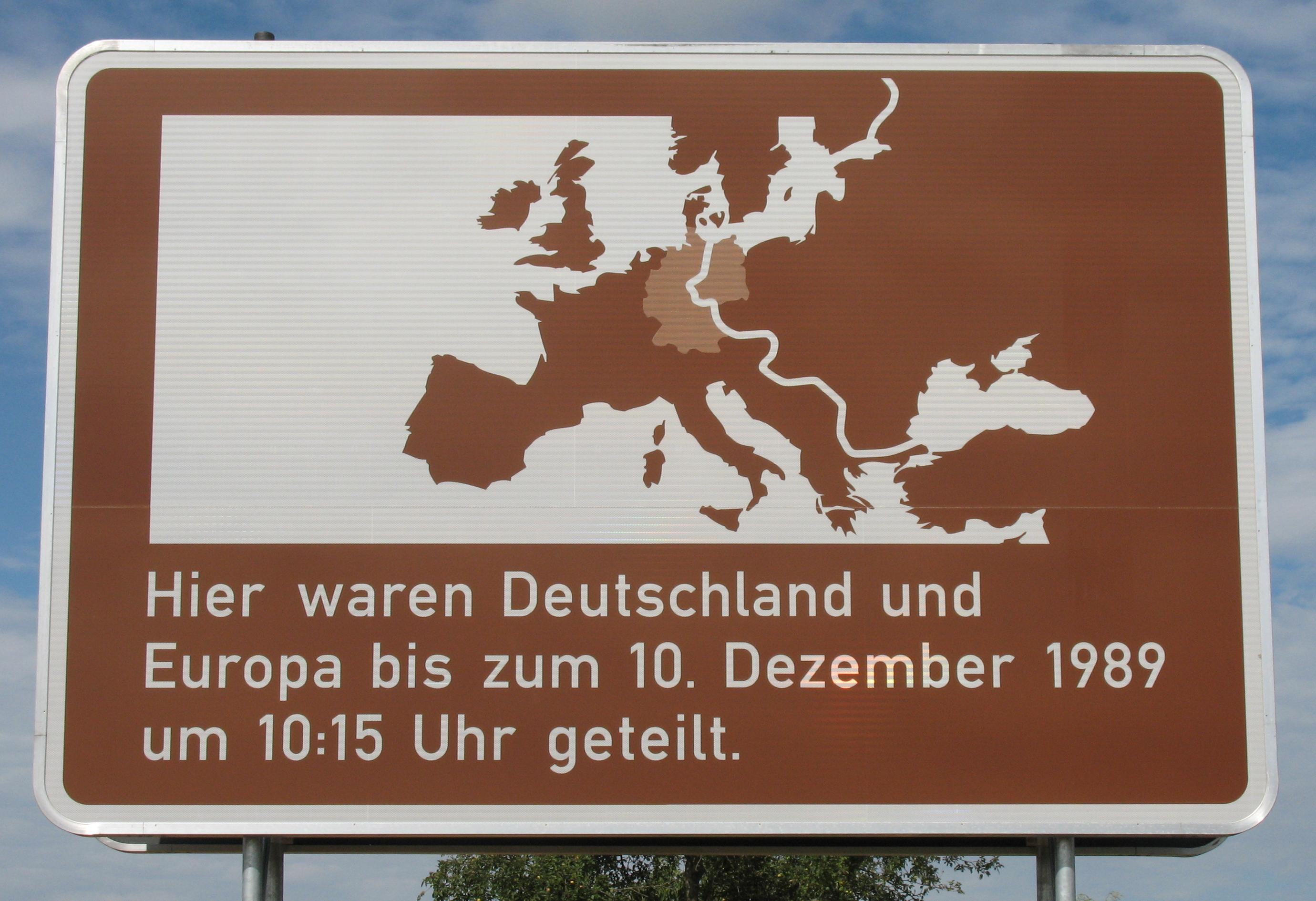
兩德邊界是「鐵幕」分隔歐洲的重要象徵；在所有曾因兩德邊界而遭分隔的道路上，都可找到這個告示：「在此處，德國與歐洲曾處於分裂狀態，直至1989年12月10日上午10時15分」（註：因各路口開放時間不一，其記載的時間日期也可能不同）

## 流行文化
在電腦遊戲《紅色警戒》系列中，蘇聯陣營有一種稱作「鐵幕裝置」的超級武器設施，可以在短時間之內將一定範圍內的任何建築、車輛、船隻等進入無敵狀態（不分敌我），使它們在任何一方的任何轟擊下仍毫髮無傷，並使盟军陣營的超時空傳送無效。而在红色警戒3中，除了使用盟军的超时空传送以外，基本没有其他的方法可以阻止铁幕笼罩下的单位。但当铁幕被用在步兵、警犬等生物單位上时，會导致它们立即死亡。